# Krestianka
Krestianka (russe : Крестьянка qui signifie littéralement « La Paysanne » en français) est une revue mensuelle parue en Union soviétique, puis en Russie. Elle est fondée en 1922 par Jenotdel, département au sein du comité central et des comités locaux du parti communiste de l'Union soviétique. Krestianka publie les articles de Mikhaïl Kalinine, Nadejda Kroupskaïa, Maria Oulianova, Anna Ielizarova-Oulianova, Anatoli Lounatcharski, ouvre ses colonnes à Demian Bedny, Maxime Gorki, Alexandre Serafimovitch, Alexandre Tvardovski.
En 1972, la revue est récompensée par un ordre de Lénine.
Le site du Journal "Krestyanka" a été enregistré en 1999et plus tard en tant que média électronique .
L'édition imprimée deKrestianka cesse de paraître en 2015, mais la version imprimée officielle du média a été liquidée en 2022.
En 2022, le magazine Paysanne a fêté ses 100 ans,,.